# 로마의 마리아
로마의 마리아는 바울로 서신 중 하나인 로마서 16:6에서 언급되는 사람이다. 바울로는 그녀가 초기 기독교 공동체를 위해 "많이 수고했다"고 언급하고 있다. 요한 마르코의 어머니 마리아와 동일인물이라는 추측도 존재하나 증거는 없다. 그녀에 대해 더 많은 정보를 담고 있는 전승은 존재하지 않는다.

## 같이 보기
- 마리아 (동음이의)